# Altar des Dionysos
Der Altar des Dionysos (griechisch Βωμός Διονύσου Vomós Dionýsou) ist eine bedeutende archäologische Stätte in der Stadt Kos auf der griechischen Insel Kos. Der Altar war dem bärtigen Gott Dionysos, dem griechischen Gott des Weines, der Freude, der Trauben, der Fruchtbarkeit, des Wahnsinns und der Ekstase sowie des Theaters gewidmet.

## Lage
Der Altar des Dionysos befindet sich am Boulevard Leoforos Patriarchou Gregoriou E‘ (Λεωφόρος Πατριάρχου Γρηγορίου Ε'), rund 400 Meter nordöstlich vom Odeon bzw. 100 Meter von der Casa Romana entfernt. Vom Hafen von Kos gesehen, liegt der Altar der Dionysos südlich, rund 400 Meter entfernt.
Das umgebende Niveau liegt auf etwa 11 Meter über dem Meeresspiegel, der Altar des Dionysos etwa 2 Meter tiefer auf historischem Niveau.

## Anlage
Der Altar gilt als typisches Beispiel eines hellenistischen Altars. Der heute noch sichtbare Teil des Bauwerks stammt aus dem 2. Jahrhundert vor Christus. Es wird angenommen, dass der Bau des Altars von einem Herrscher aus Pergamon in Kleinasien bezahlt wurde. Der Altar wurde beim Erdbeben 142 nach Christus beschädigt und repariert. In byzantinischer Zeit wurde der Altar aufgegeben. Nach der Eroberung der Insel Kos durch den Johanniterorden wurden Teile des Altars für andere Zwecke verwendet. So wurden zum Beispiel Ecksteine mit ein oder zwei Reliefs auf einer Seite für den Bau der Festung Neratzia verwendet. Diese Ecksteine wurden 1958 wieder aus dem Festungsbau herausgenommen. Die Ausgrabungen und Aufbauarbeiten an diesem historischen Gelände und den Funden wurden in den 1930er-Jahren von der italienischen Besatzungsmacht abgeschlossen (italienische Besetzung der Insel von 1912 bis 1943).
Der Fries des Altars zeigt Szenen mit Amazonen sowie eine Gruppe dionysischer Mänaden, Satyre und Silen. Der Fries wird in der Festung Neratzia aufbewahrt.
Vom Altar selbst ist heute nur noch ein rechteckiger Fundamentteil, die schräge Rampe und eine quer verlaufende Steinmauer sichtbar. Im Bereich des Altars des Dionysos befinden sich auch ein Tempel in Dorische Ordnung, der wahrscheinlich Dionysos gewidmet war, und zwei rechteckige Strukturen, von denen eine als Sockel für eine Statue und die zweite als ein anderer Sockel oder ein älterer Altar betrachtet wird.
Der Zugang zum archäologischen Gelände ist frei möglich.